# 東亜大学
東亜大学（とうあだいがく、英語: University of East Asia）は、山口県下関市一の宮学園町2番1号に本部を置く私立大学。1966年創立、1974年大学設置。大学の略称は東亜大（とうあだい）、東亜（とうあ）、UEA。

## 概観

### 大学全体
石津照璽、野村武衛、井上吉之、林恵海、村本福松、館良雄、櫛田薫らにより、人文・社会科学系、自然科学系の学部をそろえた総合大学として創立発起。国際的な場で、学術的かつ学際的な研究や教育を実施し、他人のために汗を流し、一つの技術を身につけた人材の養成を目的とすることを建学の精神としている。

### 教育および研究
開学以来、豊かな人間性を育む教養教育と、専門技術を習得する実学教育を融合させた「教養と専門的な技術を併せ持つ人材を育成する人間教育」の実施という、実学重視の教育理念を掲げている。そのため、様々な資格・免許が取得できるカリキュラムを整備している。代表的なものは、学部では、幼稚園から高等学校までの各教諭一種免許状、保育士資格、栄養士資格、食品衛生管理者資格、二級建築士受験資格、美容師受験資格など。大学院では、臨床心理士、公認心理師、税理士、公認会計士など、「理論と実学を究めた高度専門職業人」の養成をミッションとし、その理念に基づいた研究システムを構築している。

### 学風および特色
東亜大学は綾羅木郷遺跡、壇ノ浦の戦い、巌流島の決闘、そして幕末・明治維新と、日本の歴史と所縁のある場所に位置する。また、下関市にあるため、関門海峡を挟んで九州からの本州の玄関口であり、東亜大学からJR新下関駅が徒歩圏内にあるというアクセスの良さから、県外から通う学生や教員も珍しくない。
スポーツ系のクラブ活動も盛んであり、なかでも同大学野球部と同大学男子バレーボール部は強豪でプロ選手および日本代表選手を輩出している。特に野球部は、明治神宮大会で連覇を含め3度（1994年、2003年、2004年）制覇している。男子バレー部は西日本インカレ優勝8回（2024年現在）を数え、またサッカー部は、1996年の第76回天皇杯に山口県代表として全国大会に初出場している。
大学院では、博士前期課程臨床心理学専攻の社会人長期履修生入学制度設置、通信制修士課程と各専攻開設など、社会人向けキャリアアップや生涯学習にも力を注いでいる。特に、通信制大学院での法学専攻は、全国でも他に例がなく、通信制で税理士試験における税法系科目についての学位取得による試験免除資格を取得できる、事実上日本唯一の大学院として知られる。また、芸術学部トータルビューティ学科は、4年制大学で理美容師の国家試験受験資格を取得できる、日本初の学科である。
日本の総合大学として初めて、学部学科に関係なく海外研修・海外留学を卒業要件として必修化した。

## 沿革

### 略歴
1966年、人文・社会科学系、自然科学系の学部をそろえた総合大学として創立発起。1967年、設立代表者に櫛田薫が就任。1972年、学校法人東亜大学学園ならびに東亜大学経営学部設置認可申請準備を経て、1974年2月に設置。

### 年表
- 1966年3月 - 石津照璽（宗教哲学。東北大学総長等を歴任）、野村武衛（数学教育。千葉大学教育学部長等を歴任）、井上吉之（農芸化学。京都帝国大学教授、東京農工大学長、鳥取大学長等を歴任）、林恵海（社会学。東京大学教授等を歴任）、村本福松（経営学。大阪市立大学教授等を歴任）、館良雄、櫛田薫（下関電子工業高等学校初代校長等を歴任）らにより、人文・社会科学系、自然科学系の学部をそろえた総合大学の創立発起
- 1967年7月 - 設立代表者に櫛田薫が就任
- 1974年2月 - 学校法人東亜大学学園設立認可ならびに東亜大学経営学部経営学科設置認可
- 1974年4月 - 東亜大学開学。経営学部経営学科を開設
- 1981年4月 - 工学部機械工学科、食品工業科学科、組織工学科を開設
- 1982年-月 - 厚生省により工学部の食品工業科学科が食品衛生管理者、食品衛生監視員資格の認定を受ける
- 1985年9月 - 東亜大学学術研究所を設置
- 1992年4月 - 大学院総合学術研究科（総合技術専攻、情報システム専攻、応用生命科学専攻、アジア開発経済専攻（いずれの専攻も5年一貫制博士課程））開設
- 1993年4月 - デザイン学部デザイン学科開設
- 1994年4月 - 大学院総合学術研究科に、デザイン専攻と企業法学専攻（いずれの専攻も5年一貫制博士課程）を開設
- 1995年4月 - 大学院総合学術研究科に、経営管理専攻、総合人間・文化専攻（いずれの専攻も5年一貫制博士課程）を開設。大学に法学部（企業法学科）を開設
- 1998年4月 - 工学部に生命科学工学科を開設
- 1999年4月 - 大学院総合学術研究科に食品科学専攻、生命科学専攻、臨床心理学専攻（いずれの専攻も5年一貫制博士課程）を開設。工学部の組織工学科をシステム工学科に名称変更
- 2000年4月 - 総合人間・文化学部総合人間・文化学科を開設。通信制大学院総合学術研究科法学専攻、人間科学専攻、環境科学専攻、情報処理工学専攻（いずれの専攻も修士課程）を開設
- 2001年4月 - 経営学部に開発経済学科を、法学部に法律学科を開設
- 2002年4月 - 通信制大学院総合学術研究科にデザイン専攻（修士課程）を開設
- 2003年4月 - 工学部のシステム工学科を情報システム創造工学科に名称変更。工学部の生命科学工学科を医療工学科に名称変更
- 2004年4月 - 経営学部（経営学科、開発経済学科）と法学部（企業法学科、法律学科）を統合し、サービス産業学部サービス産業学科に、工学部全学科を医療工学部医療工学科、食品安全工学科、医療情報工学科、医療福祉機械工学科に改組
- 2005年4月 - 医療工学部の医療情報工学科を医療工学科に統合
- 2006年4月 - 医療工学部の食品安全工学科と医療福祉機械工学科を学生募集停止
- 2007年
  - 4月 - 総合人間・文化学部総合人間・文化学科とサービス産業学部サービス産業学科を統合し、人間科学部人間社会学科、スポーツ健康学科に改組。医療工学部に医療栄養学科を開設。デザイン学部にトータルビューティー学科を開設。大学院総合学術研究科の総合技術専攻と情報システム専攻（5年一貫制博士課程）を総合技術専攻（5年一貫制博士課程）に、食品科学専攻と生命科学専攻を医療生命科学専攻（5年一貫制博士課程）に、総合人間・文化専攻、アジア開発経済専攻、企業法学専攻、経営管理専攻を人間科学専攻（いずれの専攻も5年一貫制博士課程）に改組
  - 12月 - 経営学部、法学部を廃止
- 2008年
  - 3月 - 工学部を廃止
  - 11月 - 大学院総合学術研究科の経営管理専攻、食品科学専攻、アジア開発経済専攻、企業法学専攻（いずれの専攻も5年一貫制博士課程）を廃止
- 2009年
  - 3月 - 医療工学部の医療福祉機械工学科、食品安全工学科、医療情報工学科を廃止
  - 4月 - 医療工学部を医療学部に名称変更
- 2010年3月 - 大学院総合学術研究科の情報システム専攻、生命科学専攻（いずれの専攻も5年一貫制博士課程）を廃止
- 2011年4月 - 大学院総合学術研究科の総合技術専攻と医療生命科学専攻を医療科学専攻（5年一貫制博士課程）に改組
- 2012年
  - 3月 - サービス産業学部を廃止
  - 4月 - 人間科学部の人間社会学科を心理臨床・子ども学科と国際交流学科に改組。医療学部の医療栄養学科を健康栄養学科に名称変更。デザイン学部を芸術学部に名称変更、デザイン学科をアート・デザイン学科に名称変更。人間科学部のスポーツ健康学科に柔道整復コースを配置
- 2013年3月 - 総合人間・文化学部を廃止
- 2015年
  - 3月 - 大学院総合学術研究科の総合技術専攻（5年一貫制博士課程）を廃止
  - 4月 - 大学院総合学術研究科の臨床心理学専攻、人間科学専攻、デザイン専攻、医療科学専攻（いずれの専攻も5年一貫制博士課程）を博士前期課程・博士後期課程の区分制博士課程に改組
- 2016年
  - 3月 - 通信制大学院総合学術研究科の情報処理工学専攻、環境科学専攻（いずれの専攻も修士課程）を廃止
  - 4月 - 留学生別科を開設
  - 6月 - 東亜大学ASEANセンターをタイ王国バンコク都に開設
- 2019年10月 - 人間科学部の人間社会学科を廃止
- 2021年12月 - 東亜大学附属整骨院を開設。東亜大学附属下関看護専門学校設置認可
- 2022年4月 - 2021年度で閉校する下関市医師会が運営する下関看護専門学校の教育理念を引き継ぎ、東亜大学附属下関看護専門学校を大学敷地内に開校[1]。

## 基礎データ

### 所在地
大学キャンパス（山口県下関市一の宮学園町）
- JR西日本山陽本線・山陽新幹線 新下関駅より徒歩10分
- サンデン交通バスで、「一の宮」バス停下車
- 中国自動車道 下関インターチェンジ近く

#### 学歌
「東亜大学学歌」
作詞　櫛田　薫
作曲　平井康三郎

## 教育および研究

### 学部
- 人間科学部
  - 心理臨床・子ども学科
    - 心理臨床コース
    - 保育・幼児教育コース
    - 初等教育コース
    - 国際教養コース

  - 国際交流学科
    - 国際ビジネスコース
    - 観光文化コース

  - スポーツ健康学科
    - スポーツ教育・コーチングコース
    - 健康マネジメントコース
    - アスリート養成コース
    - 柔道整復コース
- 医療学部
  - 医療工学科
    - 臨床工学コース
    - 救急救命コース
    - 獣医看護学コース

  - 健康栄養学科
    - 管理栄養コース
    - 食品衛生コース
    - スポーツ栄養コース
    - フードビジネスコース
- 芸術学部
  - アート・デザイン学科
    - アニメ・映像コース
    - 絵画・造形コース
    - ビジュアルデザインコース
    - 建築・インテリアコース

  - トータルビューティ学科
    - リビングプランニングコース
    - ホスピタリティビジネスコース
    - ファッションクリエイティブコース

### 大学院
- 総合学術研究科（通学制）博士前期課程および博士後期課程
  - 医療科学専攻
    - 医療工学分野
    - 栄養学分野

  - 人間科学専攻
    - 人間学分野
    - 東アジア文化分野
    - 健康スポーツ科学分野

  - デザイン専攻
  - 臨床心理学専攻　　同専攻は日本臨床心理士資格認定協会第1種指定大学院に認定されている。

- 総合学術研究科（通信制）修士課程
  - 法学専攻（修士（法学））　　同専攻修了者には、税理士試験時に税法3科目のうち2科目が試験免除される。
  - 人間科学専攻（修士（人間科学））
  - デザイン専攻（修士（芸術））

### 別科
- 留学生別科

### 関連機関・附属施設
- 研究所　東アジア文化研究所
- センター等　臨床心理相談センター（大学院付属）  国際交流センター  健康相談センター  子どもみらい塾
- 図書館
- 体育施設　体育館（多目的体育施設、剣道場）  野球グラウンド  柔道場（クラブ棟内）  多目的講堂（2号館8階）  小体育館
- 留学生寮
- 東亜大学ASEANセンター（海外駐在事務所）
- 東亜大学附属下関看護専門学校

## 大学関係者と組織

### 著名な教員
- 金田晉 - 博士（文学）
- 崔吉城 - 文学博士
- 西澤信善 - 博士（経済学）
- 平松隆円 - 博士（教育学）
- 村山正治 - 博士（教育学）
- 森嶌昭夫 - 博士（民法）

### 元教員
- 山崎正和 - 元学長。美学　大阪大学名誉教授、元中央教育審議会会長、故人。
- 中澤淳 - 元学長。医学　山口大学名誉教授
- 有福孝岳 - 文学博士・京都大学名誉教授、哲学
- 阿部弘 - 元大学院総合学術研究科教授、元正倉院事務所長
- 勝田茂 - 元大学院総合学術研究科教授、医学博士、筑波大名誉教授
- 川北博 - 元大学院総合学術研究科教授、博士（会計学）、元日本公認会計士協会会長
- 塩野宏 - 元通信制大学院教授、東京大学名誉教授、文化勲章受章
- 田村諄之輔 - 元大学院総合学術研究科法学専攻主任、法学博士、上智大学名誉教授、故人。
- 所一彦 - 元通信制大学院教授、立教大学名誉教授、故人。

### OB・OG
- 中尾友昭 - 修士（学術）、下関市長、税理士
- 平岡望 - 山口県議会議員
- 末光透- 大崎上島町議会議員
- 中村一樹 - 実業家、教育者
- 日枝陽一 - 博士（芸術）、伝統工芸作家（赤間硯）
- 松尾吉将 - 博多人形師
- 大越基 - 元プロ野球選手
- 中東直己 - プロ野球選手（広島東洋カープ）
- 坂原秀尚 - 高校野球指導者
- 伊東勇樹 - バレーボール選手
- 内冨寛法 - バレーボール選手
- 大道大輔 - バレーボール選手
- 坂梨朋彦 - バレーボール選手
- 田辺修 - バレーボール選手
- 筧本翔昴 - バレーボール選手
- 直弘龍治 - 元Ｖリーグ・バレーボール選手（JTサンダース）、元全日本男子代表
- 坪井美月 - 女子ラグビー選手

## 対外関係

### 地方自治体との協定
- 下関市との連携協力に関する包括的協定

### 他大学との連携

#### 下関市4大学協定（下関市立大学・梅光学院大学・下関短期大学・東亜大学）
- 単位互換制度
- 図書館利用制度

### 外国大学との交流
- 韓国
  - 壽城大学校（Suseong University）
  - 世明大学校（Semyung University）
  - 昌信大学（Changshin College）
  - 慶一大学校（Kyungil University）
  - 韓国国際大学校（International University Of Korea）
  - 霊山大学（Youngsan University）
  - 春海保健大学校（Choonhae College Health Sciences）
  - 蔚山大学校（University of Ulsan）
  - 慶南大学校（Kyungnam University）
  - 朝鮮大学校（Chosun University）
  - 東亜大学校（Dong-A University）
- 中国
  - 山東芸術学院（Shandong College of Arts）
  - 吉林華橋外国語学院（Jilin Huaqiao Foreign Languages Institute)
  - 大連大学（Dalian University)
  - 嘉興学院（外国語学院）（Jiaxing University）
  - 安徽外国語学院（Anhui Foreign Languages University）
  - ハルビン剣橋学院（Harbin University Cambridge College）
  - 大連東軟信息大学（Dailian Neusoft University of Information）
  - ハルビン理工大学（Harbin University Of Science And Technology）
  - 天津外国語大学（Tianjin Foreign Studies University）
  - 武漢体育学院（Wuhan Institute Of Physical Education）
  - 西北大学（Northwest University）
  - 黒竜江東方学院（East University of Heilongjiang)
  - 遼寧農業職業技術学院（Liaoning Agricultural College）
  - 陝西省旅游学校（Shaanxi Institute of Tourism）
  - 西北大学職業技術学院（Northwest University）
- 台湾
  - 修平技術学院（Hsiuping Institute Of Technology）
  - 静宜大学（Providence University）
  - 南栄科技大学（University of Nan-Jeon Science and the Technology）
- アメリカ合衆国
  - シアトル・パシフィック大学ＡＣＥ語学学校（ACE Language Institutes-Seattle Pacific University）
  - ハワイ州立大学カピオラニ・コミュニティ・カレッジ（University of Hawai‘i at Kapi’olani Community College）
- カナダ
  - ランガラ・カレッジ（Langara College）